# Pino sulla Sponda del Lago Maggiore
Pino sulla Sponda del Lago Maggiore (lombardul: Pin) település Olaszországban, Varese megyében. Lakosainak száma 230 fő (2008). Pino sulla Sponda del Lago Maggiore Tronzano Lago Maggiore, Veddasca, Maccagno, Brissago és Gambarogno községekkel határos.

## Népesség
A település népességének változása:

| 2008 | 230 |